# Steinefurthof
Der Steinefurthof ist ein Wohnplatz auf der Gemarkung von Geislingen im Zollernalbkreis in Baden-Württemberg.

## Geographie
Der Steinefurthof liegt von Geislingen in westlicher Richtung 4,8 km entfernt. 3,6 km südwestlich von Erlaheim, 3,5 km südöstlich von Binsdorf entfernt.

## Geschichte
Der Wohnplatz wurde zwischen 1820 und 1830 erstmals urkundlich erwähnt.

## Verkehr
Der Wohnplatz ist über die L 415 erreichbar.